# 張四知 (嘉靖進士)
張四知（1521年—？年），字子畏，河南汝寧府信陽州人，民籍，治《易經》。

## 生平
四月十七日生，行一。由國子生中式嘉靖二十二年（1543年）癸卯科河南鄉試第十二名舉人，年三十歲中式嘉靖二十九年（1550年）庚戌科會試第二百三十四名，第三甲第二百一十八名進士。擔任兵部主事，三十三年五月与福建道御史温景葵往山东募兵御倭，歷任四川按察使。

## 家族
曾祖張宣；祖張鏡；父張文英；母楊氏。慈侍下，妻李氏。